# Eduardo Bautista Legarreta
Eduardo Bautista Legarreta fue un importante empresario argentino del siglo XIX.

## Biografía
Eduardo Bautista Legarreta Mosquera nació en la ciudad de Buenos Aires en 1831. Desde joven se dedicó a la banca alcanzando la posición de gerente en edad temprana y al comercio, alcanzando gran fortuna.
Durante la rebelión jordanista apoyó a las autoridades nacionales. En 1871 fue un destacado líder político de Gualeguay, provincia de Entre Ríos, e integró la convención reunida para debatir la cuestión de la capital de la provincia, que dividía a los partidarios de llevarla a Paraná y quienes pretendían mantenerla en Concepción del Uruguay o llevarla a Gualeguaychú o Nogoyá.
Adhirió a la revolución de 1880 y se contó entre las tropas que al mando del coronel Sanabria y con cuartel en la Parroquia de la Piedad participaron en la defensa de Buenos Aires contra el ejército nacional.
Fue presidente de la Bolsa de Comercio de Buenos Aires desde febrero de 1885 hasta febrero de 1886 y desde enero de 1887 hasta su muerte.
Durante la crisis de 1890 a pedido de Carlos Pellegrini reunió un grupo de hombres de negocios y recaudó 16 millones de pesos, haciéndose así el empréstito interno que permitió hacer frente a los compromisos del país.
Militó en la Masonería Argentina. Falleció en Buenos Aires el 5 de octubre de 1891. Había casado el 21 de febrero de 1883 con Sara Carmen Lynch Videla Dorna, con quien tuvo varios hijos: Sara, Carmen, Dolores y Eduardo Legarreta Lynch.